# Вирус африканской чумы свиней
Вирус африканской чумы свиней (вирус АЧС, англ. African swine fever virus) — вид вирусов, вызывающий африканскую чуму свиней, единственный в роде асфивирусов (Asfivirus) и семействе асфаровирусов (Asfarviridae). Семейство относится к группе крупных ядерно-цитоплазматических ДНК-содержащих вирусов.
Вирус не опасен для человека, однако люди могут быть переносчиками вируса. Основными источниками возбудителя АЧС являются больные, переболевшие и/или павшие от АЧС домашние свиньи и дикие кабаны, а также их органы, кровь, ткани, секреты, экскреты, объекты внешней среды.
В 2020 году в США было заявлено о получении первой эффективной вакцины от АЧС, однако одобрения регулирующих органов она не получила ввиду длительной экспериментальной стадии.

## Описание
Размер вириона составляет 175—215 нм, он покрыт оболочкой. Капсид состоит из 1892—2172 структурных единиц. Геном содержит единственную молекулу двуцепочечной ДНК размером 170—190 тыс. пар оснований (в зависимости от изолята). Выявлено 5 генотипов этого вируса.
Вирус высокоустойчив к факторам внешней среды: сохраняется в диапазоне рН от 4 до 13, может сохраняться в замороженном мясе месяцами.
Вирус устойчив к высушиванию и гниению, длительное время — от недель до месяцев — сохраняется в продуктах свиного происхождения, не подвергнутых термической обработке (солёные и сырокопчёные пищевые изделия, пищевые отходы, идущие на корм свиньям), так при температуре 5 °C вирус может сохраняться до 7 лет, при температуре от 18 до 20 °C — до 18 месяцев, при температуре 37 °C — до 30 дней, а при температуре 60 °C инактивируется в течение 10 минут. Вирус может сохраняться в трупах животных от 17 суток до 10 недель. В фекалиях животных вирус может находиться до 160 дней, а в моче до 60 суток. Вирус также может продолжительное время сохраняться и в почве: в зависимости от сезона года от 112 суток (лето-осень) и до 200 суток (осень-зима).
В организме животного вирус обнаруживают в крови, лимфе, во внутренних органах, секретах и экскретах больных животных. Его культивируют в культурах клеток лейкоцитов и костного мозга свиней; он обладает цитопатическим действием и гемадсорбирующими свойствами.